# La Balme-de-Thuy
Pour les articles homonymes, voir Balme et Thuy.
Ne doit pas être confondu avec La Balme.
La Balme-de-Thuy est une commune française située dans le département de la Haute-Savoie, en région Auvergne-Rhône-Alpes.

## Géographie
La commune se situe dans le massif des Aravis en aval de Thônes. Elle est longée par le Fier.

## Urbanisme

### Typologie
Au 1er janvier 2024, La Balme-de-Thuy est catégorisée commune rurale à habitat dispersé, selon la nouvelle grille communale de densité à sept niveaux définie par l'Insee en 2022.
Elle est située hors unité urbaine. Par ailleurs la commune fait partie de l'aire d'attraction d'Annecy, dont elle est une commune de la couronne,. Cette aire, qui regroupe 79 communes, est catégorisée dans les aires de 200 000 à moins de 700 000 habitants,.

### Occupation des sols
L'occupation des sols de la commune, telle qu'elle ressort de la base de données européenne d’occupation biophysique des sols Corine Land Cover (CLC), est marquée par l'importance des forêts et milieux semi-naturels (92,3 % en 2018), une proportion sensiblement équivalente à celle de 1990 (91,9 %). La répartition détaillée en 2018 est la suivante : 
forêts (59,4 %), espaces ouverts, sans ou avec peu de végétation (16,6 %), milieux à végétation arbustive et/ou herbacée (16,4 %), zones agricoles hétérogènes (5,8 %), eaux continentales (1,5 %), prairies (0,3 %).
L'IGN met par ailleurs à disposition un outil en ligne permettant de comparer l’évolution dans le temps de l’occupation des sols de la commune (ou de territoires à des échelles différentes). Plusieurs époques sont accessibles sous forme de cartes ou photos aériennes : la carte de Cassini (XVIIIe siècle), la carte d'état-major (1820-1866) et la période actuelle (1950 à aujourd'hui).

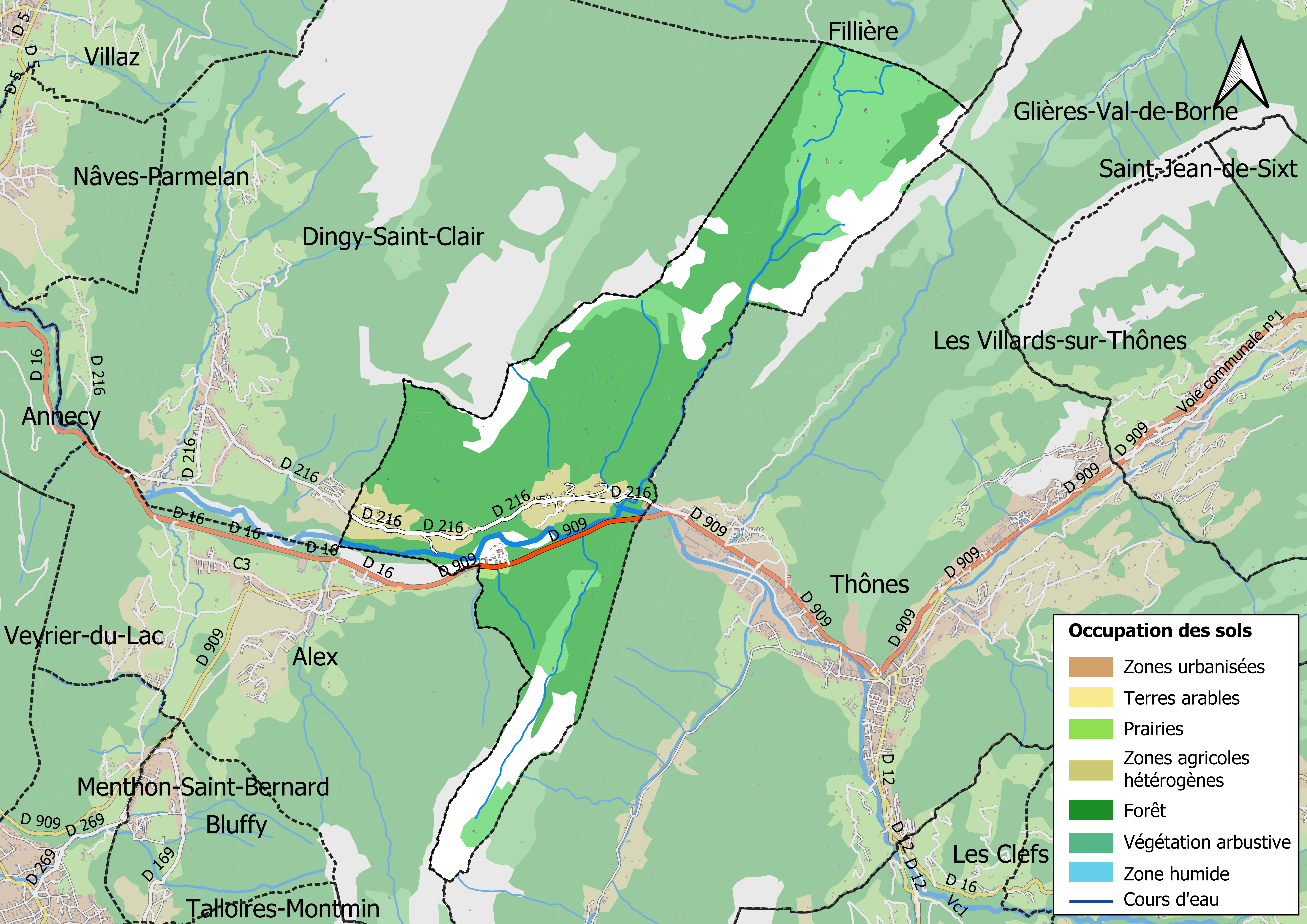
Carte des infrastructures et de l'occupation des sols en 2018 (CLC) de la commune.
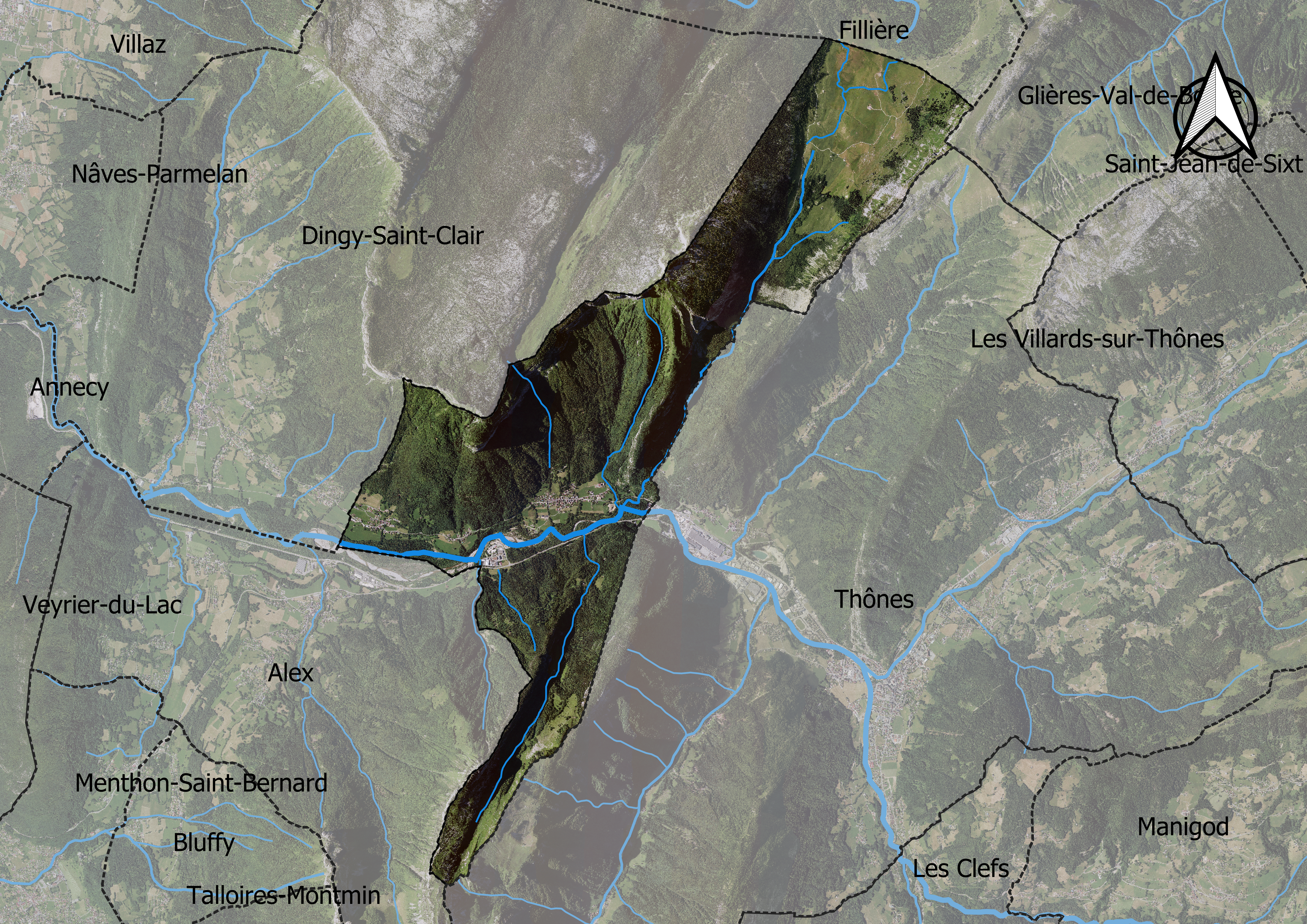
Carte orthophotogrammétrique de la commune.

## Toponymie
Le toponyme La Balme de Thuy signifie un abri rocheux ou grotte situé à Thuy. Le terme « balme » vient directement de l'ancien français qui lui-même vient du bas latin balma (abri sous roche). « Thuy », nom du hameau où se trouve la grotte, pourrait venir de « tofus », le tuf une roche poreuse légère, formée  de concrétions calcaires, utilisée comme matériel de construction, comme engrais, et aussi comme détergent. En arpitan, le tuf se dit « theu » sur lequel s'est ajouté le suffixe de possession « ay » : theu+ay donnant « thuy ».. Toutefois, selon le site de Henry Suter, Thuy pourrait dériver de Tilleul (Tilia cordata), désignant une forêt de tilleuls.
En francoprovençal, le nom de la commune s'écrit La Bârma-dè-Tui, selon la graphie de Conflans.

## Histoire

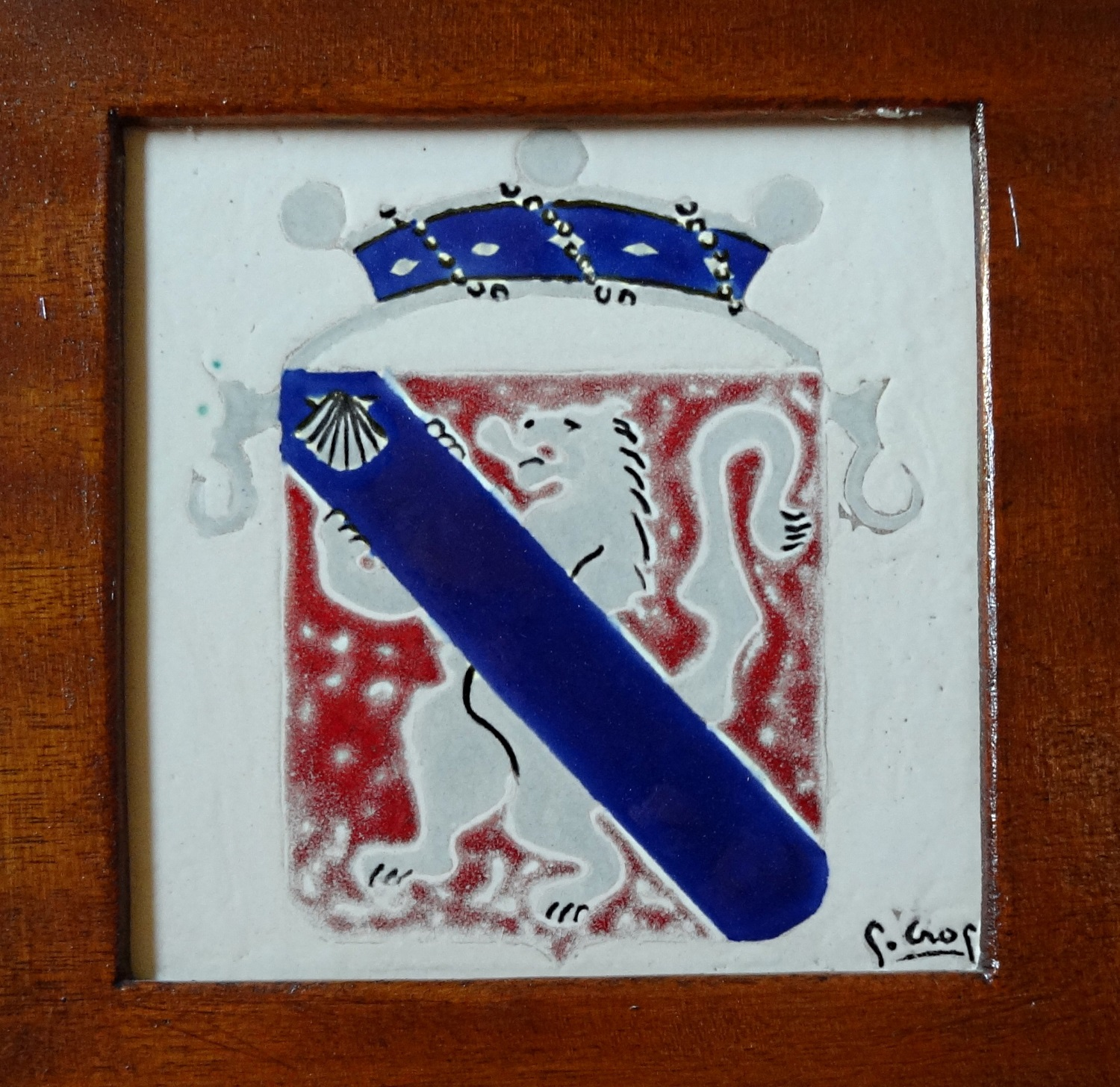
Blason des Menthon-La Balme.

L'abri sous roche dit de la Vieille Église a accueilli des chasseurs durant le Épipaléolithique, puis le Mésolithique, la grotte est toujours occupée au Néolithique.
Depuis au moins le XIIIe siècle, la seigneurie de la Balme de Thuy a appartenu à la famille de Menthon, dont une branche porte d’ailleurs le nom de Menthon-La Balme. Le 18 février 1352, une convention est passée entre Thomas, seigneur de Menthon et Charles de  Menthon, seigneur de la Balme. Girard de Menthon, qui resta au château de la Balme le 18 août 1401, était « seigneur de Dingy et de la Balme ». Les Menthon-La Balme sont devenus au XVIe siècle seigneurs puis barons de Gruffy.
Le père Pierre Chappuis arrive au village en 1906, en provenance de Sevrier. Durant des années, il va réaménager la grotte de Thuy (maçonnerie et boiserie) pour en faire un lieu dédié à la Vierge Marie, finalement inauguré en 1934. Depuis, des nombreux ex-voto ont été déposés dans la grotte.
Les Allemands ont envahi le village le 26 janvier 1944 dans le cadre de leur offensive contre le maquis du plateau des Glières. Ils ont brûlé toutes les granges pour que personne ne puisse s'y cacher. À la fin de la Seconde Guerre mondiale, 27 cadavres ont été découverts sur le territoire de la commune. Le 29 mars 1944, 13 corps de résistants avaient été retrouvés au lieu-dit la Grange au Maire  et en avril, 14 autres cadavres de résistants fusillés le 13 avril 1944 ont été découverts au lieu-dit La Belle Inconnue  dans trois charniers.

## Politique et administration

### Situation administrative
Attachée à l'ancien canton de Thônes, la commune appartient depuis le redécoupage cantonal de 2014, au canton de Faverges. Il comporte 27 communes dont Alex, Bluffy, Le Bouchet-Mont-Charvin, Chevaline, Les Clefs, La Clusaz, Cons-Sainte-Colombe, Dingy-Saint-Clair, Doussard, Entremont, Giez, Le Grand-Bornand, Lathuile, Manigod, Marlens, Menthon-Saint-Bernard, Montmin, Saint-Ferréol, Saint-Jean-de-Sixt, Serraval, Seythenex, Talloires, Thônes, Veyrier-du-Lac, Les Villards-sur-Thônes. La ville de Faverges en est le bureau centralisateur.
La Balme-de-Thuy est membre de la communauté de communes des vallées de Thônes qui compte treize communes.
La commune relève de l'arrondissement d'Annecy et de la deuxième circonscription de la Haute-Savoie.

### Liste des maires
| Période                                  | Période  | Identité            | Étiquette | Qualité |
| ---------------------------------------- | -------- | ------------------- | --------- | ------- |
|                                          |          | François Delean     |           | ...     |
| 1978                                     |          | Claude Barrucand    |           | ...     |
| mars 2001                                |          | Christian Deroussin | ...       | ...     |
| mars 2014                                | En cours | Pierre Barrucand    | ...       | ...     |
| Les données manquantes sont à compléter. |          |                     |           |         |

## Démographie
Ses habitants sont appelés les Balmins.
L'évolution du nombre d'habitants est connue à travers les recensements de la population effectués dans la commune depuis 1793. Pour les communes de moins de 10 000 habitants, une enquête de recensement portant sur toute la population est réalisée tous les cinq ans, les populations de référence des années intermédiaires étant quant à elles estimées par interpolation ou extrapolation. Pour la commune, le premier recensement exhaustif entrant dans le cadre du nouveau dispositif a été réalisé en 2005.

En 2022, la commune comptait 457 habitants, en évolution de +0,66 % par rapport à 2016 (Haute-Savoie : +6,01 %, France hors Mayotte : +2,11 %).
| 1793 | 1800 | 1806 | 1822 | 1838 | 1848 | 1858 | 1861 | 1866 |
| ---- | ---- | ---- | ---- | ---- | ---- | ---- | ---- | ---- |
| 196  | 183  | 183  | 275  | 345  | 341  | 327  | 319  | 309  |

| 1872 | 1876 | 1881 | 1886 | 1891 | 1896 | 1901 | 1906 | 1911 |
| ---- | ---- | ---- | ---- | ---- | ---- | ---- | ---- | ---- |
| 322  | 307  | 266  | 279  | 272  | 248  | 234  | 254  | 247  |

| 1921 | 1926 | 1931 | 1936 | 1946 | 1954 | 1962 | 1968 | 1975 |
| ---- | ---- | ---- | ---- | ---- | ---- | ---- | ---- | ---- |
| 200  | 203  | 172  | 181  | 180  | 180  | 181  | 183  | 190  |

| 1982 | 1990 | 1999 | 2005 | 2006 | 2010 | 2015 | 2020 | 2022 |
| ---- | ---- | ---- | ---- | ---- | ---- | ---- | ---- | ---- |
| 265  | 304  | 327  | 360  | 369  | 401  | 444  | 451  | 457  |

## Culture locale et patrimoine

### Lieux et monuments

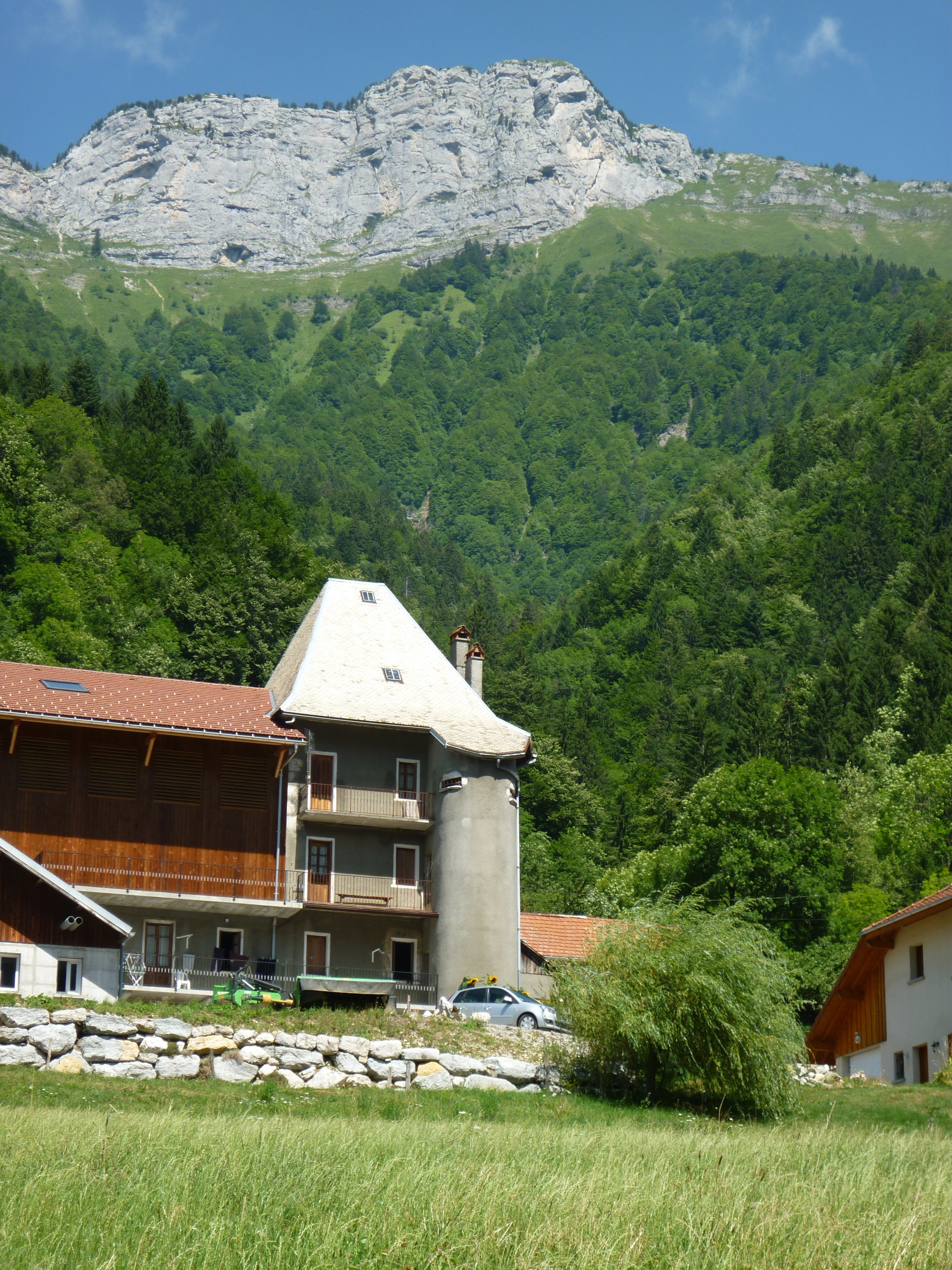
La Balme-de-Thuy, maison forte.

La commune compte un monument répertorié à l'inventaire des monuments historiques, mais aucun lieu répertorié à l'inventaire général du patrimoine culturel. Par ailleurs, elle compte deux objets répertoriés à l'inventaire des monuments historiques et aucun répertorié à l'inventaire général du patrimoine culturel.
- Site de la vieille Église, de l'âge du bronze  Inscrit MH (1979). Au Néolithique, la grotte de Thuy servait d'abri d'été à des populations de chasseurs-cueilleurs. Depuis 1877, elle est dédiée à l'Immaculée conception et à la Vierge Marie.
- Église Saint-Pierre, dont deux objets sont protégés, une statue et un calice[23].
- Le site de Morette : lieu de mémoire du Maquis des Glières lors de la Seconde Guerre mondiale, le site de Morette est situé sur la route d’Annecy. Il est composé de trois éléments majeurs : 
  - de la nécropole nationale des Glières ;
  - du Musée départemental de la Résistance et Mémorial de la Déportation, abrité dans un chalet datant de 1794 ;

La commune a possédé plusieurs maisons-fortes.
- la maison forte des seigneurs de Menthon dit de La Balme fondée avant 1352[25] ;
- la maison forte du Clus ;
- le hameau de Charvex a pu également avoir une maison-forte, puisque des membres de cette famille de Menthon ont porté le titre de seigneur de Charvex.

### Personnalités liées à la commune
- Simon Bigex (natif, 1730-1806), copiste de Grimm, puis de Voltaire de 1763 à 1770.
- François-Marie Bigex (natif, 1751-1827), archevêque de Chambéry (1824-1827).
- Ferdinand-Célestin Contat (1902-1940), natif de la Balme-de-Thuy : le « Géant savoyard » (2,35 m, 207 kg), fait carrière en tant que « phénomène de cirque »[26].
- François Delean fut maire pendant 35 ans.
- Francis Laruaz (1966-), ancien Rugbyman